# Saw Maung
Saw Maung (en birmano: စောမောင်; AFI: [sɔ́ màʊɴ]; Mandalay, 12 de mayo de 1928 – Rangún, 24 de julio de 1997) fue un general y político birmano, fundador del Consejo de Estado para la Restauración de la Ley y el Orden, que posteriormente pasa a ser nuevamente el Consejo de Estado para la Paz y el Desarrollo de Birmania. Fue primer ministro de Birmania entre 1988 y 1992.

## Primeros años y carrera militar
Nació el 12 de mayo de 1928 en Mandalay, Birmania británica.
Ingresó al ejército en 1946, dos años antes de que Birmania obtuviera la independencia de Gran Bretaña, y recibió una comisión en 1952. Entre 1975 y 1976,  combatió contra los insurgentes comunistas y los rebeldes étnicos ubicados a lo largo de la frontera con Tailandia. En 1976, fue promovido a brigadier y en 1981 a general adjunto. En 1983 es nombrado Comandante en jefe de las Fuerzas Armadas.
Maung ocupó los cargos de jefe del Estado Mayor y de ministro de Defensa, durante el breve gobierno de Sein Lwin, hasta que tras la inestabilidad del país por el Levantamiento 8888, llevó a un golpe de Estado que derrocó el gobierno de Lwin, y Maung pasa a ser Presidente de la Junta militar. Fue considerado como un gobernante eficaz, mientras presidía el Consejo de Estado para la Restauración de la Ley y el Orden (SLORC). También ocupó los cargos de Primer ministro y ministro de Asuntos Exteriores. Como miembro de alto rango del Partido del Programa Socialista de Birmania (PPBS), proporcionó la continuidad de liderazgo durante una sucesión de predecesores efímeros que llevó a la caída y renuncia de Ne Win hacia comienzos de 1988.

## Presidente de SLORC
Maung asumió formalmente como presidente del recién creado SLORC el 18 de septiembre de 1988, reemplazando al PPBS y prometiendo que sería por poco tiempo. Declaró públicamente que entregaría el poder al partido vencedor y que el ejército volvería a sus cuarteles; dónde en sus propias palabras les "pertenecían de manera legítima". Aquello resultó ser demasiado para el ala más extrema de los militares y para los seguidores de Ne Win. EL SLORC realizó elecciones libres en 1990. En las elecciones parlamentarias, el partido que obtuvo mayor cantidad de escaños fue la Liga Nacional para la Democracia (LND) liderada por Aung San Suu Kyi, pero el SLORC no aceptó los resultados, dando así una clara señal de que el gobierno de Maung estaba llegando a su fin.
Maung renunció a su cargo como presidente del SLORC en abril de 1992. Según los miembros de la junta, lo hizo por motivos de salud. Lo cierto es que Maung fue sedado, aislado y retirado silenciosamente del poder tras un golpe de Estado interno en el palacio de gobierno, después de que se extendiera la información de que Maung habría sufrido un colapso nervioso y creyera que él mismo era la reencarnación de un rey guerrero del siglo XI. Este hecho fue tramado por el general y sucesor de Maung, Than Shwe y otros miembros de la línea dura de la junta, a fin de justificar la toma del poder y su permanencia en él. Algunos creen que la decisión de Maung de entregar el poder a Aung San Suu Kyi y a la Liga Nacional para la Democracia bastó para que otros generales pidieran el consentimiento de Ne Win para llevar a cabo el golpe en el palacio.
Saw Maung falleció de un ataque cardíaco el 24 de julio de 1997. Tenía 69 años.

## Familia y vida privada
Estuvo casado con Daw Aye Yee, quien falleció el 25 de diciembre de 2004. Su familia está conformada por sus tres hijos; dos varones y una mujer, y tres nietos.